# Грејтест хитс
Грејтест хитс је први студијски албум београдске хип-хоп групе Прти Бее Гее, уз подршку групе Београдски синдикат. Албум је издат 2002. године и састоји се из 19 нумера. Од гостију се на албуму појављују Ајс Нигрутин (4 песме), Hejter Lucha (3 песме), Севен и Бичарке на трави (1 песма).

## Списак нумера
1. Интро
2. Прва песма (Гангстреска)
3. Друга песма (Ер Макс)
4. Трећа песма (Ганџу пуши) са Ајс Нигрутином
5. Четврта песма (Пурњам ТХЦ)
6. Пета песма (Мрдај дупе ти)
7. Шеста песма (Испеци па реци)
8. Седма песма (Параноја)
9. Осма песма (Барабе) са Лућаном хејтером и Севеном
10. Девета песма (Ер Форс) са Лућаном хејтером
11. Десета песма (Пајп) са Ајс Нигрутином
12. Једанаеста песма (Не сери је)
13. Дванаеста песма (Ево ти тер) са Ајс Нигрутином и Бичаркама
14. Тринаеста песма (Пајп-ремикс) са Ајс Нигрутином
15. Четрнаеста песма (У дресу Реџи Милера)
16. Петнаеста песма (Само нам хедови фале) са Лућаном хејтером и МЦ Крофном
17. Шеснаеста песма (Порно)
18. Седамнаеста песма (Жеља за стрејтовањем ми је све мања)
19. Оутро